# Shani Ferguson
Shani Sorko-Ram Ferguson (Tel Aviv, Israel, 23 de abril de 1979) es una cantante, compositora de música mesiánica. Shani está casada con Kobi Ferguson con quien lidera el ministerio Yeshua Israel. Ellos administran un centro de oración situado en el punto más alto de la ciudad santa de Jerusalén, con vistas a la ciudad, donde los visitantes de todo el mundo pueden reunirse para orar por la ciudad. Shani, Kobi y sus cinco hijos residen en Jerusalén, Israel.

## Vida y carrera
Shani Ferguson es hija de Ari y Shira Sorko-Ram, del ministerio Maoz Israel. Ella y su marido Kobi, con quien tiene cinco hijos, (Illit, Lahav, Nevaeh, Sela, Nesher), administran el Yeshua Israel Ministries, que tiene por objetivo la restauración de la adoración en Eretz Israel, proclamando el Mesías Yeshúa (Jesús). Fundada por Kobi y Shani Ferguson en 2001, Yeshua Israel opera por un doble mandato. El primero es el ministerio para los israelíes a través de evangelismo, discipulado, recursos de medios y posición para cuestiones de justicia en la tierra. El segundo mandato es la lucha por la salvación de Israel, principalmente a través de la comunicación a la Iglesia en todo el mundo de la palabra de Dios acerca de su plan para el pueblo de Israel.
A pesar de tener formación clásica en piano desde los 5 años de edad, la aventura de Shani en el mundo de la música ocurrió por casualidad. En 2007, Shani renuente formó una banda de adoración hebrea y se presentó en un festival anual israelí. La gente empezó a pedir las grabaciones de las canciones de adoración realizadas en el festival. Shani y la banda juntaron esas canciones en su primer CD llamado Close. Shani completó su segundo álbum en hebreo llamado Gan Hasodot o Garden of Secrets. Las canciones de Gan Hasodot fueron escritas en hebreo y traducidas al inglés con la esperanza de unir a los hablantes de la lengua inglesa con los israelíes modernos.

## Discografía
- Close (2009)
- Garden of Secrets (2014)

## Sencillos
- Sapphire Skies (2018)
- Beautiful a King (2018)